# Ein HaBesor
Ein HaBesor (en hebreo: עֵין הַבְּשׂוֹר) es un moshav ubicado en el sur de Israel. El moshav está situado en el desierto del Néguev, cerca de la frontera con la Franja de Gaza y aproximadamente a un kilómetro de Maguén, el moshav está bajo la jurisdicción del Concejo Regional Eshkol. En 2021, el moshav tenía una población de 1.114 habitantes.

## Historia
Ein HaBesor fue un puesto avanzado de una dinastía del Antigua Egipto, a lo largo de la ruta comercial del camino de Horus, en el norte del Néguev. El puesto de avanzada era contemporáneo de Tell es-Sakan.
El moshav moderno se estableció en 1982. Algunos de los residentes eran de Sadot, un asentamiento israelí situado en la península del Sinaí evacuado después de la firma del tratado de paz entre Egipto e Israel. Durante la guerra entre Israel y Hamás de 2023, Ein HaBesor fue atacada por los terroristas de Hamás, en la Operación Inundación de Al-Aqsa. La fuerza defensiva del moshav repelió el ataque yihadista.